# Incilius spiculatus
Incilius spiculatus es una especie de anfibio anuro de la familia Bufonidae.

## Distribución geográfica
Esta especie es endémica del estado de Oaxaca en México. Habita entre los 642 y 1758 m de altitud en la vertiente norte de la Sierra Juárez y en la Sierra Mixteca.

## Descripción
Los machos miden hasta 71.4 mm y las hembras hasta 103.0 mm. Su reproducción tiene lugar durante la temporada de secas en cuerpos de agua con corrientes loticas.
1. ↑  Catalogue of Life: Incilius spiculatus (Mendelson, 1997) Archivado el 30 de octubre de 2018 en Wayback Machine. Consultado el 14 de octubre de 2018
2. ↑  Animal Diversity Web : Incilius spiculatus especie de anfibio anuro Consultado el 14 de octubre de 2018
3. ↑  ITIS: Incilius spiculatus especie de anfibio anuro Consultado el 14 de octubre de 2018
4. ↑  AmphibiaWeb: Incilius spiculatus (Mendelson, 1997) Consultado el 14 de octubre de 2018
5. 1 2  Arreortúa M, Flores CA, Simón-Salvador PR, Santiago-Dionicio H, González-Bernal E. 2021. Description of the tadpole and natural history notes of Incilius spiculatus (Mendelson, 1997), an Endangered toad endemic to the Sierra Madre de Oaxaca, Mexico. Amphibian & Reptile Conservation 15(2) [General Section]: 31–39 (e281).

## Publicación original
- Mendelson, 1997 : A New Species of Toad (Anura: Bufonidae) from Oaxaca, Mexico with Comments on the Status of Bufo cavifrons and Bufo cristatus. Herpetologica, vol. 53, n.º 2, p. 268-286[1]